# Алтайська сільська рада (Табунський район)
Алта́йська сільська рада (рос. Алтайский сельский совет) — сільське поселення у складі Табунського району Алтайського краю Росії.
Адміністративний центр — село Алтайське.

## Історія
2011 року до складу Алтайської сільської ради (села Александровка, Алтайське, Новокиївка) було приєднано територію ліквідованої Граничної сільської ради (села Граничне, Комишенка).

## Населення
Населення — 1915 осіб (2019; 2082 в 2010, 2673 у 2002).

## Склад
До складу сільської ради входять:
| Населений пункт     | Населення, осіб (2002) | Населення, осіб (2010) |
| ------------------- | ---------------------- | ---------------------- |
| Александровка, село | 278                    | 215                    |
| Алтайське, село     | 1500                   | 1387                   |
| Граничне, село      | 262                    | 63                     |
| Комишенка, село     | 403                    | 290                    |
| Новокиївка, село    | 230                    | 127                    |